# Krigsåret 1813

## Pågående krig
- 1812 års krig (1812-1815)[1]
  - USA på ena sidan
  - Storbritannien på andra sidan

- Napoleonkrigen (1803-1815)[1]
  - Frankrike på ena sidan
  - Ryssland, Österrike, Storbritannien, Preussen, Sverige med flera på andra sidan.

- Rysk-persiska kriget (1804-1813)
  - Persien på ena sidan
  - Ryssland på andra sidan

- Sydamerikanska självständighetskrigen (1808-1829)
  - Spanien på ena sidan.
  - Sydamerikaner på andra sidan.

## Händelser
- 2 maj - Fransk seger mot Preussen och Ryssland i slaget vid Lützen
- 21 maj - Fransk seger mot Preussen och Ryssland i slaget vid Bautzen
- 23 augusti - nordarmén segrar mot Frankrike i slaget vid Grossbeeren.
- 27 augusti - Napoleon segrar i slaget vid Dresden.
- 6 september - nordarmén segrar mot Michel Ney i slaget vid Dennewitz.
- 16 oktober - slaget vid Leipzig inleds.
- 18 oktober - Sachsen byter sida till Napoleons motståndare under slaget vid Leipzig.
- 19 oktober - Napoleon besegras i folkslaget vid Leipzig.
- 7 december - Sverige segrar mot Danmark i slaget vid Bornhöft.

### Fotnoter
1. 1 2  ”World Statesmen”. http://www.worldstatesmen.org/WARS.html. Läst 28 juni 2011.